# Siksandshöjden
Siksandshöjden är ett naturreservat i Hällefors och Nora kommuner i Örebro län.

Området är naturskyddat sedan 2017 och är 166 hektar stort. Reservatet består av myrar och barrblandskog  med flera sjöar där Hälltjärnen i öster är den största.

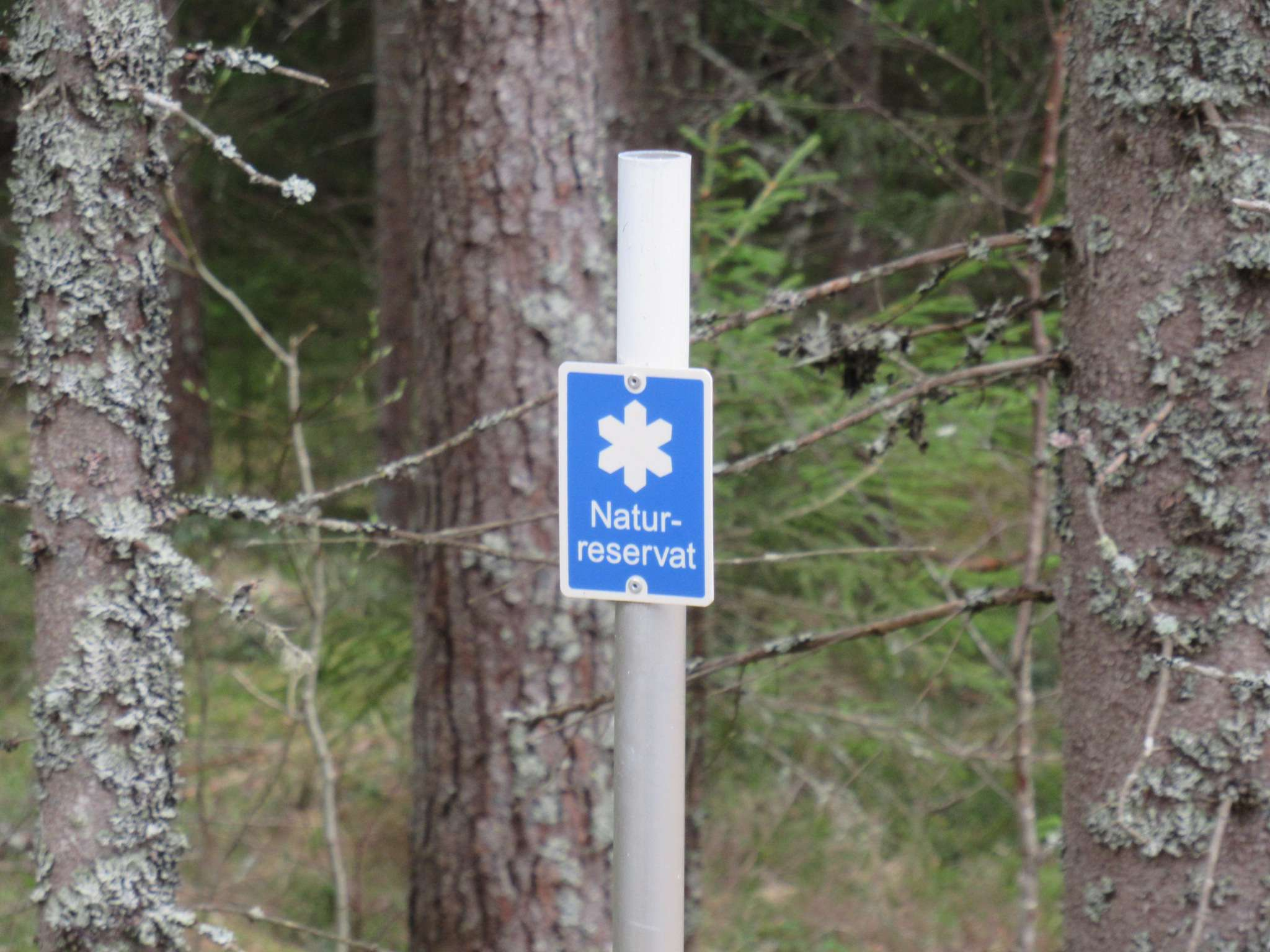
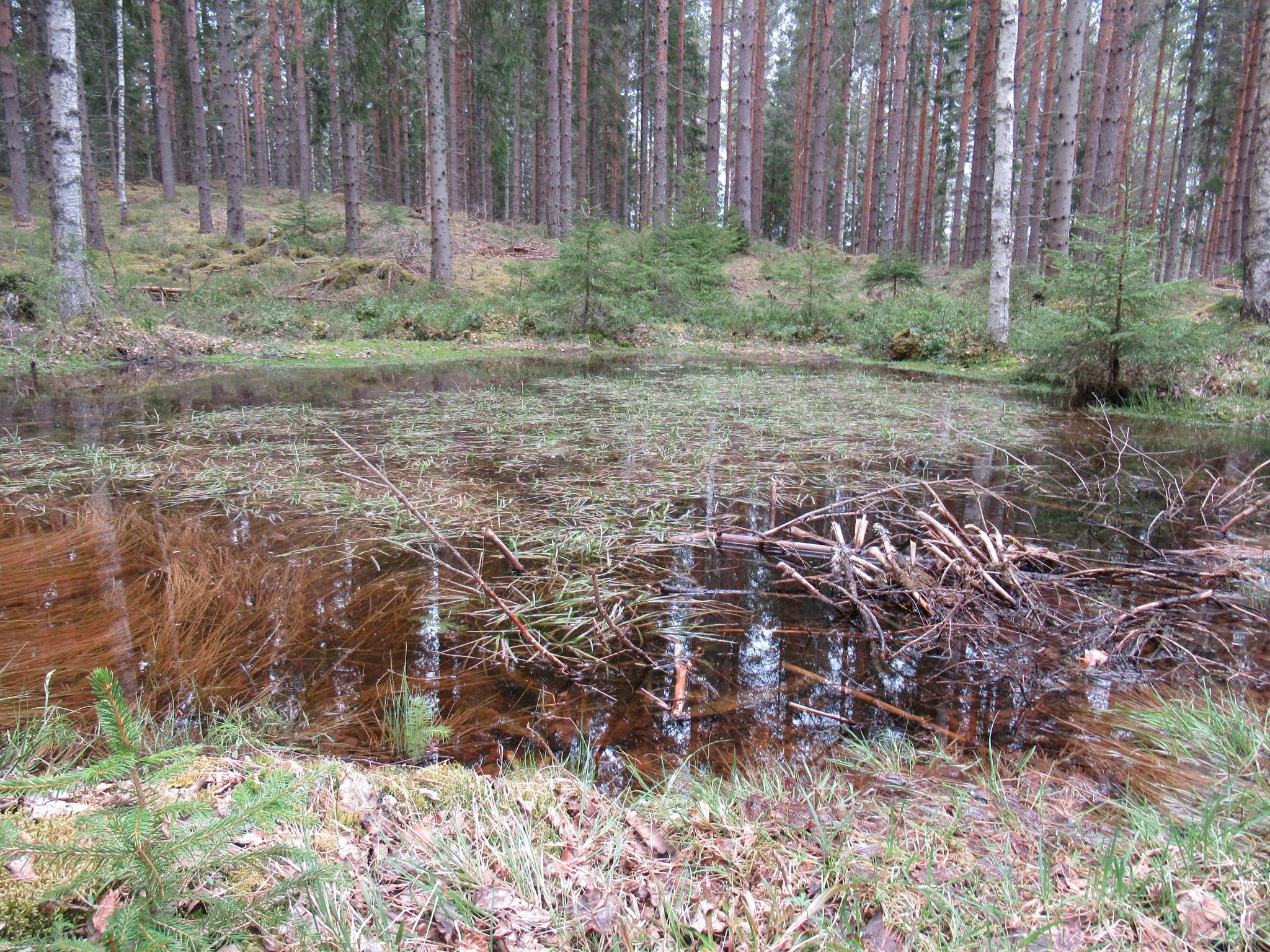
Våtmark i Siksandshöjden med grodyngel
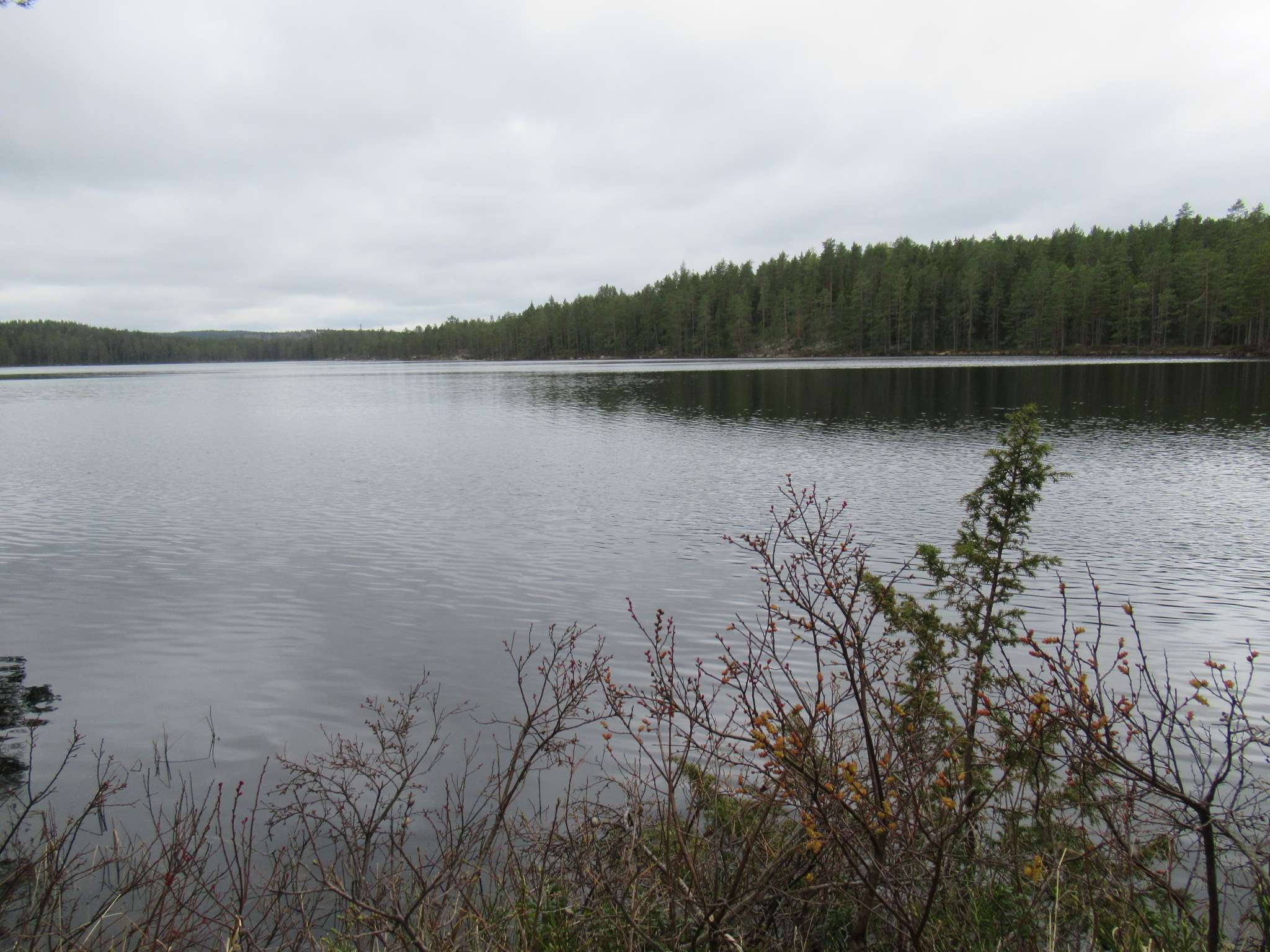
Sjö vid Siksandshöjden
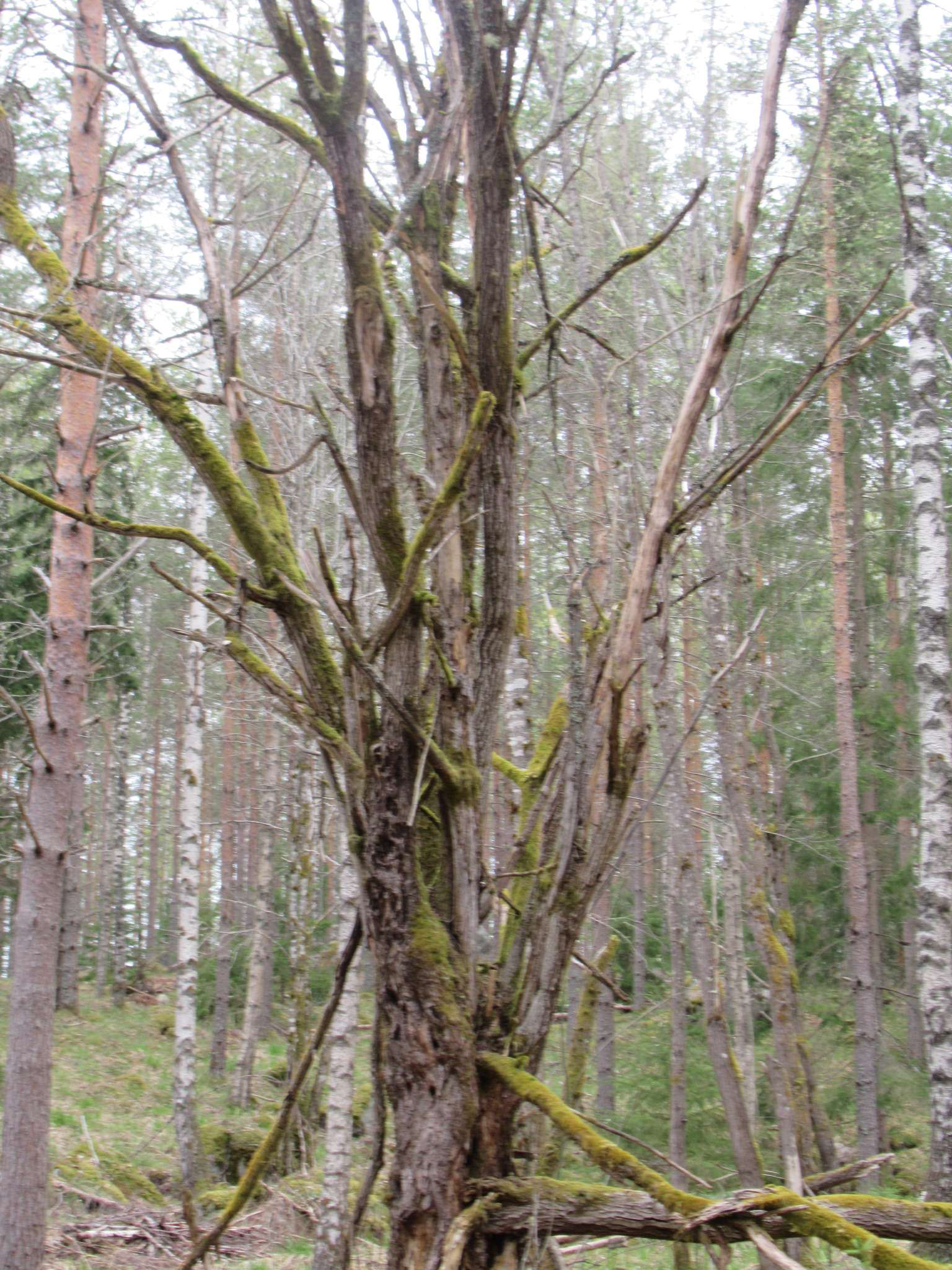
Död Ask i Siksandshöjden